# Stevan Sremac

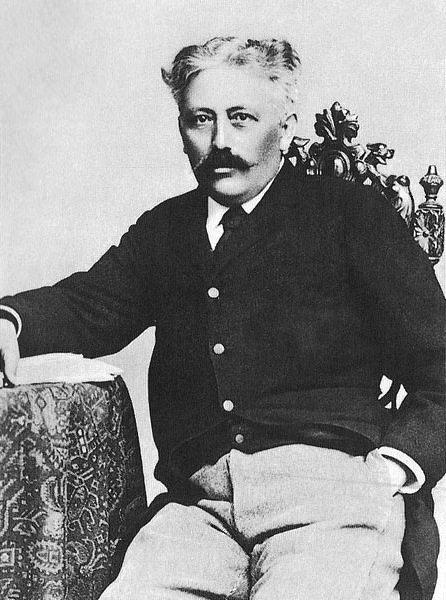
Stevan Sremac

Stevan Sremac, kyrillisch  Стеван Сремац (* 11. Novemberjul. / 23. November 1855greg. in Senta, Batschka; † 12. Augustjul. / 25. August 1906greg. in Sokobanja) war ein serbischer Schriftsteller.

## Leben
Sremac besuchte die Schule in seiner Heimatstadt. Nach dem Tod der Eltern studierte er in Belgrad und wurde Lehrer. Als solcher arbeitete er zeitlebens in den südserbischen Städten Niš und Sokobanja, wo er relativ spät, im Alter von 33 Jahren, zu schreiben begann. Politisch war Sremac ein Anhänger der Liberalen Partei, einer streng nationalistischen Partei die die Monarchie in Serbien unter der Dynastie Obrenović unterstützte.

## Werke
Sremac war einer der Hauptvertreter des serbischen Realismus. Er verfasste hauptsächlich Prosawerke, die in humorvoller Weise die gesellschaftlichen Verhältnisse in Serbien schildern, wobei seine Sympathie den althergebrachten, patriarchalischen Zuständen galt, ohne diese aber zu idealisieren.
- Божићна печеница, 1893
- Ивкова слава, Erzählung 1895; Verfilmung: Serbien 2005 (Regie: Z. Šotra)
- Лимунација на селу, 1896
- Поп Ћира и поп Спира, Roman 1898 (ins Deutsche übertragen, Alfred von Buttlar-Moscon: Popen sind auch nur Menschen,  Wancura, Wien, 1955); Verfilmung: Jugoslawien 1957 (Regie: S. Jovanović); TV-Serien in den 1980er Jahren
- Вукадин, Roman 1903
- Из књига староставних, Erzählungen 1903
- Зона Замфирова, Roman 1906; Verfilmung: Serbien 2002 (Regie: Z. Šotra)